# 松平信一
松平信一（日语：／ Matsudaira Nobukazu，1539年—1624年7月16日）是日本戰國時代至江戶時代初期的武將、大名。藤井松平家嫡流初代。父親是松平利長（藤井松平家始祖）。松平清康的從兄弟。

## 生平
在天文8年（1539年）出生，家中長男。很早就仕於德川家康。永祿元年（1558年），參與夜襲尾張國東北部的品野城，殺死織田方將士5十餘人，在三河國、尾張國聲名遠播。永祿6年（1563年），參與鎮壓三河一向一揆，在此戰的功績受到家康讚賞。從永祿11年（1568年）開始，被派遣為織田信長的援軍，9月12日，在討伐六角氏的觀音寺城之戰中，於進攻箕作城時，得到本丸一番乘（第一個攻入本丸的人）而立下戰功，受到信長讚賞。天正3年（1575年），參與進攻遠江國諏訪原城（長篠之戰）。（『寬永諸家系圖傳』）
天正18年（1590年），在家康移封至關東地方時，被賜予下總國布川5千石。慶長5年（1600年），在關原之戰中，於江戶崎防備佐竹義宣，因為這次戰功，在戰後成為常陸國土浦藩初代藩主，被賜予3萬5千石所領。嫡男久清已經死去，慶長9年（1604年），從櫻井松平家迎信吉為養子，並讓予家督。在寬永元年（1624年）於信吉的封地丹波國篠山城死去。

## 逸話
- 永祿6年（1563年），在一向宗蜂起時，左股被敵方鐵砲擊中而倒下，敵人以此自誇並接近時，仍然大罵，見到這個情況的敵人撤退。（『寬永諸家系圖傳』）